# Knoxville

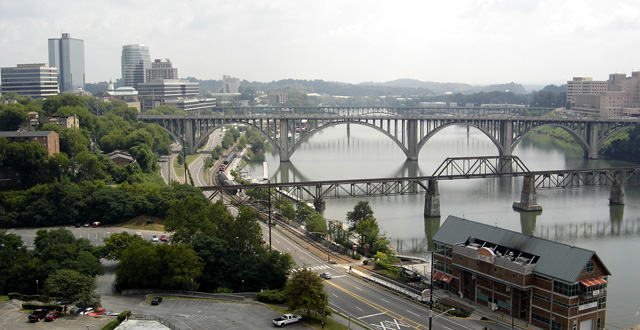
Knoxville

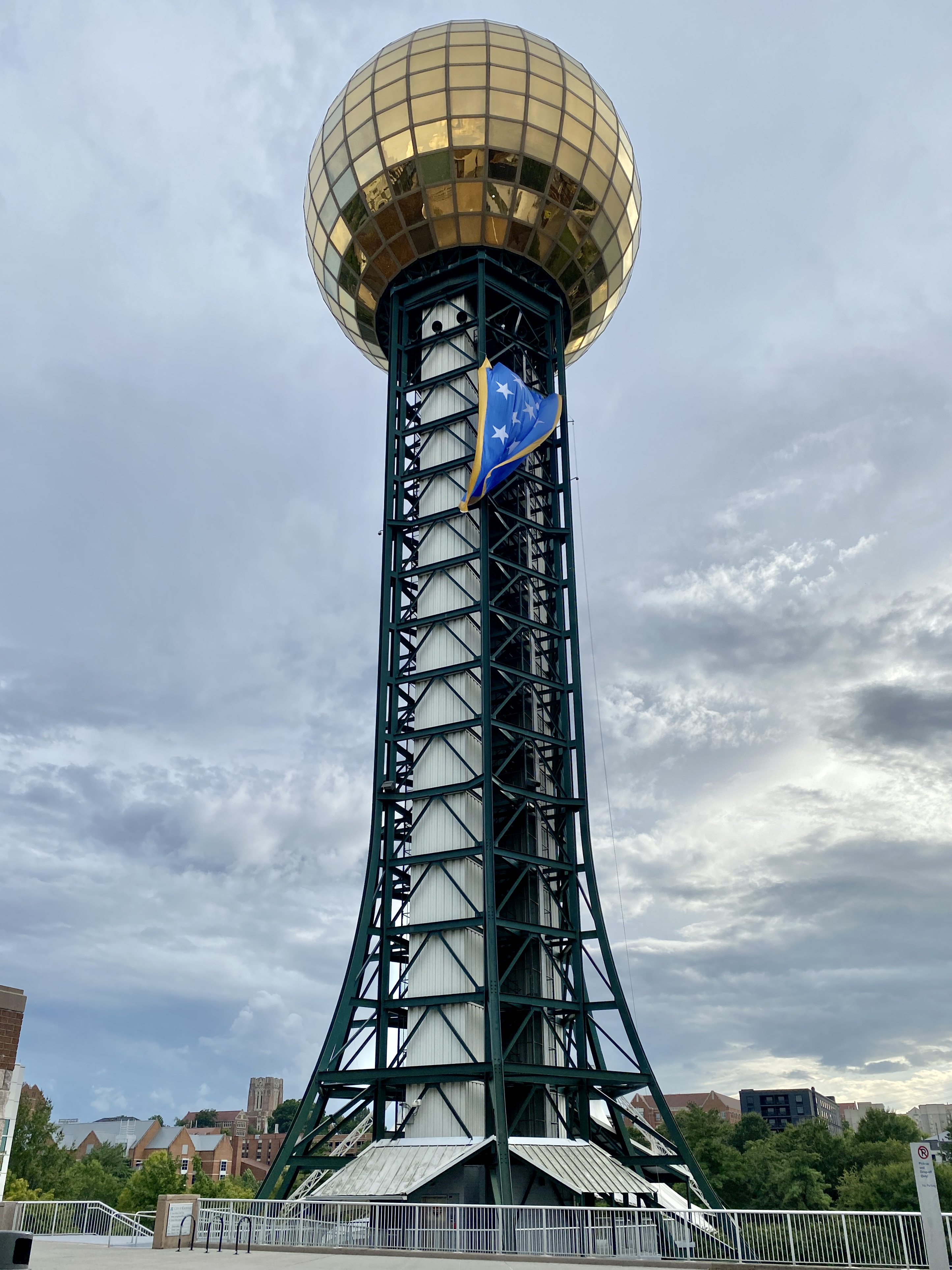

Knoxville – miasto w Stanach Zjednoczonych, we wschodniej części stanu Tennessee, nad rzeką Tennessee. Według danych z 2023 roku liczy 198,2 tys. mieszkańców. Obszar metropolitalny liczy 947 tys. mieszkańców i należą do niego miasta: Oak Ridge, Farragut i Maryville. Jest jedną z dużych amerykańskich aglomeracji, z najwyższym odsetkiem (85%) białej populacji nielatynoskiej. 
Knoxville jest domem dla dużego, flagowego kampusu University of Tennessee, jednego z najstarszych państwowych uniwersytetów w kraju. 
Miasto znane jest jako Kolebka Muzyki Country.

## Środowisko naturalne
Knoxville leży na wysokości około 271 m n.p.m. (889 stóp).
W stanie Tennessee, w którym leży miasto Knoxville, panuje wilgotny subtropikalny klimat z ciepłym latem. Średnia roczna liczba dni z temperaturą powyżej 90 °F (32 °C) w Knoxville wynosi 29, z czego 11 przypada na lipiec, a 9 na sierpień. Lata są opisywane jako zawsze zielone i niezbyt gorące, zaś zima krótka i także łagodna. Wiosna rozpoczyna się wcześnie i trwa długo.
Średnia temperatura w Knoxville wynosi 15,25 °C, opady deszczu 1224 mm, a opady śniegu – 30 cm. Najgorętszym miesiącem jest lipiec, ze średnią najwyższą temperaturą 31,2 °C i najniższą 20,6 °C. Najchłodniejszym miesiącem z kolei jest styczeń – odpowiednio 8,1 °C i -0,9 °C.

## Gospodarka
W mieście rozwinął się przemysł włókienniczy, odzieżowy, chemiczny oraz spożywczy. Do największych pracodawców należą: Departament Energii Stanów Zjednoczonych, sieć szpitali Covenant Health, Uniwersytet Tennessee, szkoły hrabstwa Knox i Walmart.

## Historia
Historia miasta Knoxville rozpoczyna się wraz z założeniem fortu James White na zachodniej granicy USA w 1786. W 1790 fort ten stał się stolicą Terytorium Południowo-Zachodniego, rok później rozpoczęto budowę miasta. Otrzymało ono nazwę Knoxville na pamiątkę Henry'ego Knoxa, drugiego sekratarza wojny w historii Stanów Zjednoczonych. Stale rozwijające się miasteczko zostało stolicą stanu Tennessee w 1796. Przybywało do niego wielu imigrantów z zachodu, był to także lokalny ośrodek handlu. W 1850 nastąpił nagły wzrost liczby mieszkańców na skutek przyłączenia miasteczka do sieci kolejowej.
Podczas wojny secesyjnej Knoxville było podzielone. Mimo tego, że miasto to jest położone w Tennessee, czyli jednym ze stanów Konfederacji, wielu jego mieszkańców wsparło Unię. Knoxville było okupowane przez siły Południa aż do 1863, kiedy to Północ weszła do niego praktycznie bez użycia siły. Konfederaci w listopadzie próbowali jeszcze raz oblegać miasto, jednak 29 listopada 1863 miała miejsce bitwa o Fort Sanders, jedno z kluczowych wydarzeń wojny secesyjnej w Tennessee. Pośpieszny szturm sił Południa na ten fort trwał zaledwie około 20 minut, jednak zginęło w nim ponad 800 atakujących żołnierzy (przy kilku zabitych obrońcach). Zmusiło to Konfederatów do wycofania się z Knoxville.
Po zakończeniu wojny, w Knoxville zaczął rozwijać się przemysł hutniczy i tekstylny. Ponadto Knoxville stało się węzłem komunikacyjnym pomiędzy małymi miasteczkami w południowych Appalachach i wielkimi fabrykami na wschodnim wybrzeżu. W mieście tym znajdowały się także złoża marmuru, który został użyty do budowy wielu budynków. Stąd Knoxville było kiedyś nazywane "The Marble City", czyli Marmurowe Miasto.
Na początku XX wieku gospodarka miasta spowolniła, głównie na skutek lokalnych sporów politycznych w Tennessee. Dopiero w latach 60. miasto zaczęło się ponownie rozwijać, czego dowodem może być przyznanie wystawy światowej 1982 World’s Fair. Obecnie, na skutek silnego rozwoju przedmieść miasta i powstania wielu center handlowych na obrzeżach, centralna dzielnica biznesowa straciła na swoim dawnym znaczeniu.

## Demografia
W 2022 liczba mieszkańców wynosiła 191 857, z czego 18,2% stanowiły osoby poniżej 18. roku życia i 14,2% osoby powyżej 65. roku życia. Kobiety stanowiły 51,5% mieszkańców. 72,1% ludzi było rasy kaukaskiej (85,1% w obszarze metropolitalnym). Czarnoskórzy stanowili 16,1% populacji, 6,4% było rasy mieszanej, 5,7% Latynosami i 1,6% to Azjaci. Odsetek ludzi (głównego miasta) żyjących w biedzie wynosił 20,7%, podczas gdy średnia stanowa wynosiła 14%.
Do największych grup w aglomeracji należały osoby pochodzenia angielskiego (14,3%), „amerykańskiego” (12,5%), niemieckiego (10,9%), irlandzkiego (9,6%), afroamerykańskiego (6,5%) i szkockiego lub szkocko–irlandzkiego (5,2%).

## Edukacja
W Knoxville działa Uniwersytet Tennessee, największa uczelnia w stanie Tennessee (w 2011 około 28 tysięcy studentów). Placówka ta specjalizuje się w wielu obszarach, w tym w historii USA, pedagogice specjalnej i odnawialnych źródłach energii. Znajduje się tu także największy ośrodek badawczy Departamentu Energii.
Ponadto od 1981, przy Wydziale Antropologii, działa centrum o nazwie Anthropology Research Facility, popularnie nazywane body farm (pol: trupia farma). W jednostce tej badany jest proces rozkładu ludzkich zwłok, głównie na potrzeby medycyny sądowej. Prowadzone są tu też badania nad identyfikacją zwłok, w tym na podstawie składu izotopowego ciała. Przykładem może tu być sprawa morderstwa 20-letniej kobiety, której ciało znaleziono 1 stycznia 1985 na drodze międzystanowej 75. Identyfikacji dokonano właśnie w Knoxville, w 2018 roku.

## Religia

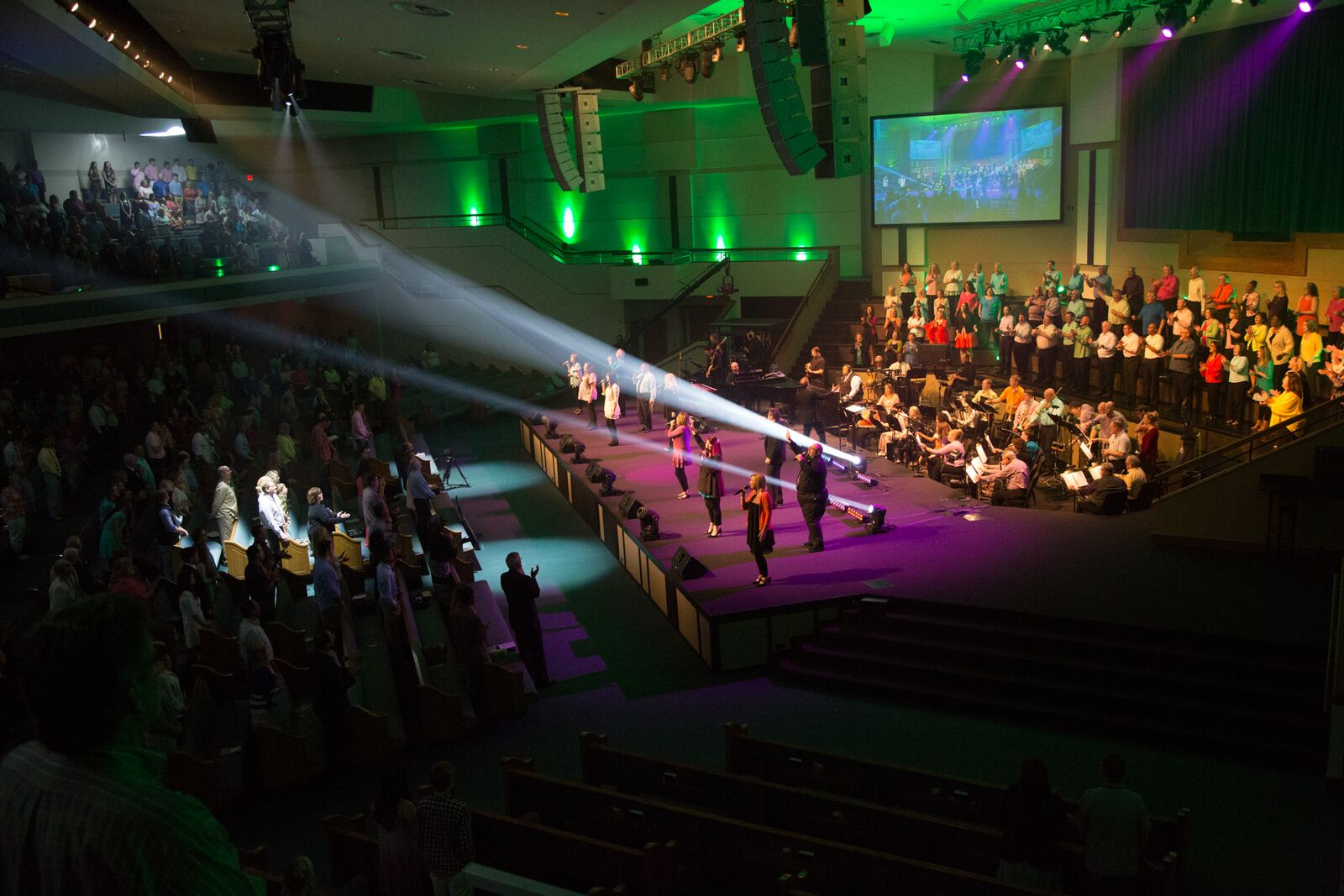
Wnętrze Kościoła baptystycznego w Knoxville

Największe członkostwo w aglomeracji deklarują (2020):
- Południowa Konwencja Baptystów – 216,6 tys. członków w 466 zborach,
- bezdenominacyjne zbory ewangelikalne – 83,9 tys. w 275 zborach,
- Zjednoczony Kościół Metodystyczny – 55 tys. w 127 zborach,
- Kościół katolicki – 28,1 tys. w 19 parafiach,
- Kościoły zielonoświątkowe – ponad 15 tys. w 106 zborach,
- Kościoły kalwińskie – ~15 tys. w 82 kościołach,
- Kościoły Chrystusowe – 11,2 tys. w 80 zborach.

## Komunikacja
Transport publiczny zapewnia Knoxville Aera Transit (KAT), obsługując 23 linie autobusowe.

## Miasta partnerskie
- Chełm, Polska[21]
- Chengdu, Chińska Republika Ludowa
- Kaohsiung, Republika Chińska
- Larisa, Grecja
- Muroran, Japonia
- Neuquén, Argentyna
- Yesan, Korea Południowa